# Eclipsa de Lună din 28 august 2007

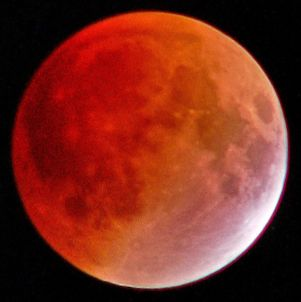
Eclipsa de Lună din 28 august 2007 observată din Wollongong (Australia), la 9:48 UTC, cu puțin timp înainte de totalitate.

O eclipsă de Lună a avut loc pe data de 28 august 2007. A fost a doua și ultima eclipsă de Lună din anul 2007. Luna a intrat în penumbra Pământului la ora 07:53:39 UTC. Prima fază parțială a început la 08:51:16 UTC, când Luna a intrat în umbra Pământului. A ieșit din penumbră la 12:21:02 UTC. 

## Vizibilitatea eclipsei
Cel mai bine a fost văzută din Oceania, deoarece în momentul eclipsei totale (10:37:22 UTC), Luna era exact deasupra Polineziei Franceze. Alaska și regiunile Pacifice ale Statelor Unite au putut asista la eveniment, alături de majoritatea Australiei de Est, Noua Zeelandă și toate Insulele Pacifice (în afară de Noua Guinee), cât și orașul Uelen, Rusia. Majoritatea americanilor au putut observa doar momente din eclipsă. Siberia, partea estică a Rusiei, estul Asiei de Sud, China, Noua Guinee și restul Australiei au ratat începutul eclipsei, deoarece aceasta a avut loc o dată cu / sau în apropiere de răsăritul Lunii. 
Groenlanda, Europa (inclusiv vestul Rusiei), Africa și vestul Asiei au ratat toată eclipsa.

## Hartă

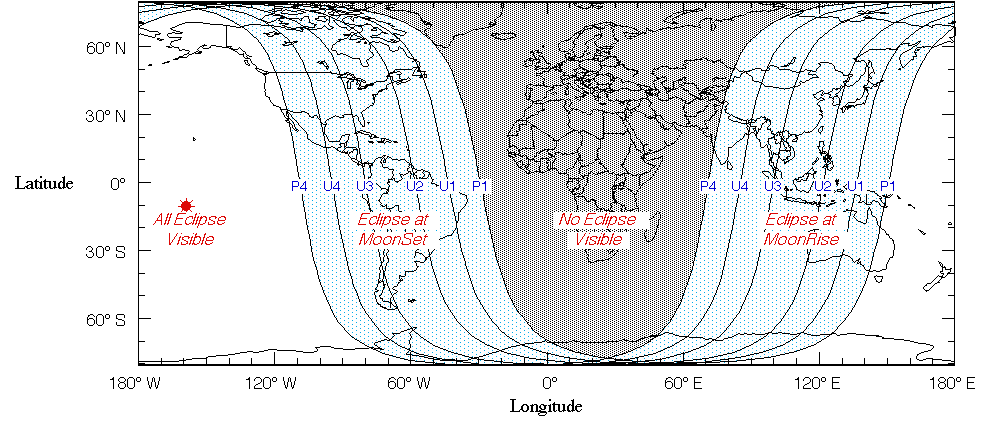
Harta eclipsei

## Eclipsele din 2007
- Eclipsa totală de Lună din 3 martie;
- Eclipsa totală de Soare din 19 martie;
- Eclipsa totală de Lună din 28 august;
- Eclipsa parțială de Soare din 11 septembrie.

Această eclipsă de la nodul ascendent al Lunii a fost a doua dintre cele două eclipse de Lună care au avut loc în 2007. Prima eclipsă de Lună a avut loc pe 3 martie, la nodul descendent.